# Kolejówka (potok)
Kolejówka (Górnik) – potok, prawobrzeżny dopływ Szotkówki o długości 4,86 km i powierzchni zlewni 6,93 km².
Źródło potoku znajduje się w Wodzisławiu Śląskim w dzielnicy Wilchwy. Przepływa przez Połomię i Mszanę. Nad doliną Kolejówki zbudowano Most nad autostradą A1 w Mszanie. W końcowym odcinku tworzy granicę pomiędzy Połomią a Mszaną.